# Мелехово (Вологодская область)
Ме́лехово — деревня в Кирилловском районе Вологодской области.
Входит в состав Николоторжского сельского поселения, с точки зрения административно-территориального деления — в Николо-Торжский сельсовет.
Расстояние по автодороге до районного центра Кириллова — 14 км, до центра муниципального образования Никольского Торжка — 11 км. Ближайшие населённые пункты — Демидово, Вазеринцы, Кишемское.
По переписи 2002 года население — 5 человек.